# Aeroportul Guangyuan Panlong
Aeroportul Guangyuan Panlong (IATA: GYS, ICAO: ZUGU) este un aeroport din Sichuan, Republica Populară Chineză ce deservește zona Guangyuan⁠(d). Aeroportul a fost tranzitat în 2022 de 229.284 de pasageri. A fost numit după zona deservită.
Situat la o altitudine de 620 m, aeroportul dispune de o singură pistă.